# Chazón
Chazón é um município da província de Córdova, na Argentina.